# Georges London
No se debe confundir con el cantante George London.
Georges London (París, 1908 - 1971) fue un deportista francés, practicante de artes marciales. Fue alumno de Mikonosuke Kawaishi y seguidor de su método de enseñanza. Involucrado en la introducción del jujutsu y el judo en Francia fundando uno de los primeros dojos en París, dio a las Artes Marciales enfoque propio al que denominó Tai-Ha. Emigró a Uruguay donde fue el introductor de las artes marciales japonesas en ese país a la mitad del siglo XX. Alumnos de London tanto en Uruguay como en Argentina junto con grupos en Gran Bretaña, Australia y Sudáfrica mantienen el método de Kawaishi todavía vigente.

## Biografía
Georges London nace en la 11.ª comuna de París, Francia, el 31 de octubre de 1908. En 1924 a los 16 años comienza la práctica de jujutsu en el Sporting Club de París con Sensei Keishichi Ishiguro (石黒敬七), 5.º Dan. En 1933, cuando Soke Jigoro Kano llega a Francia para una serie de presentaciones en las que participa para luego continuar su práctica con Sensei Mikonosuke Kawaishi (en ese momento 4.º Dan), Georges London resulta ser uno de los primeros cinturones negros en Francia en Judo. El 11 de octubre de 1971 a los 63 años, y mientras practicaba en el dojo, sufre un infarto agudo de miocardio, falleciendo al llegar al hospital.

## Trayectoria profesional

### Francia
En 1937 abre el Club Saint Honoré de Jujutsu, Judo y Karaté el 274 de la Rue St. Honoré, en pleno centro de París por lo que es el discípulo Kawaishi autorizado por el mismo Sensei en mayo de 1938 a dirigir un Dojo.
Posteriormente a la partida de Kawaishi se vincula con el Budokwai de Gran Bretaña. 
El Club Saint Honoré se trata del tercer Club de artes marciales japonesas creado en Francia, uno de sus últimos alumnos, Jean Hocdé es actualmente 7.º Dan de Judo en Francia, pero la importancia de London y del Club Saint Honoré se verá opacada por su reticencia luego de la Segunda Guerra Mundial a participar en los enfrentamientos por el control del naciente deporte entre el llamado Judo Tradicional y el Kodokan. En 1945 junto con Lamotte, De Herdt, Beaujean y otros prestigiosos cinturones negros crean la "Association Française des Professeurs de Judo et Jiu-Jitsu" y en 1947 en un intento de aportar a una solución en la creciente división del judo francés participa en la creación del Collège des Ceintures Noires de Francia dirigido inicialmente por Andrivet. Cuando Sensei Kawaishi retorna a Francia en 1948 la división del Judo Francés en Tradicional y Kodokan se profundiza hasta que la Fédération Française de Judo et de Jiu-Jitsu, y la Fédération Française des Amateurs de Judo Kodokan se fusionan en la Fédération Française de Judo et Disciplines Associées (F.F.J.D.A.)en 1956.

### Uruguay
En 1958 Georges London emigra de Francia a Montevideo, Uruguay, donde inicialmente se dedica a la quiropraxia pero rápidamente abre un club, el Shobukan, desde donde difunde las artes marciales no solo en Uruguay sino en toda la región. En los próximos 10 años su influencia en el desarrollo del Judo, el Aiki jujutsu, el Aikido y el Karate en Uruguay, Argentina y el sur de Brasil es indiscutible.
Por su profesión poseía los conocimientos anatómicos requeridos para ser un experto en Kuatsu técnica que transmitió a sus discípulos. Luego de su deceso su enseñanza fue continuada por los cinturones negros que había formado bajo la dirección de Renshi Sergio Ribero.

## Técnica
En particular en el Aiki Jujutsu el maestro George London sigue la filosofía impuesta por Mikonosuke Kawaishi, y crea un enfoque propio al que denomina Tai-Ha en el que a los cinturones de color agrega una progresión técnica basada en katas que complementan el kihon y el randori. Los katas para London no representaban simplemente un listado de técnicas de carácter más bien tradicional, sino que entendía que la forma esconde en cada kata un contenido. Este significado del kata London explícitamente siempre evitó definirlo, porque insistió en que el que no lo puede percibir de la misma kata es que no merece saberlo. Así por ejemplo el kata en cinturón blanco solo está compuesto por 4 técnicas y su objetivo, además de entrenar Ritsu (cortesía), Ma-ai (distancia), Metsuke (percepción), Kokyu (respiración) , Shizei (posición), Heikin (balance), Kuzushi (desequilibrio), Kime (focalizar), Shintai (desplazamiento), Taisabaki (giro) y Zanchin, es mostrar las cuatro posibles actitudes frente a la agresión (de Ato no sen a Sen wo toru). 
En una progresión desde cinturón blanco a marrón los katas transmiten las bases del arte más allá de las técnicas, sin embargo en cinturón marrón se desarrolla un kata tradicional como un homenaje al maestro Kawaishi, el Kime no Kata.

## Alumnos destacados
- Juan Eduardo Castro - 10.º Dan Shorin-ryu Okinawa-ken Karate do[8]
- Manuel Cela - 6.º Dan Aikikai Foundation, World Headquarters, Tokio , presidente del F.L.A.A.[9]
- Sergio Anadón - 9.º Dan Daito-Ryu Aikijujutsu.[10]
- Juan C. Lemos - 8.º Dan Defensa Personal, Arte-Filosofía-Meditación
- Sirio Sosa - Fundador del Sudehitodo
- Gerardo Cantore - 10.º Dan Graduado en Okinawa Japón (Fundador del Shinshinkan Dojo : Okinawa Karate Kobudo y Aikijujitsu)
- Antonio Falcone -  7° Dan Graduado en Defensa Personal,creador del sistema táctico de combate halcón adoptado por las fuerzas especiales. Arte-Filosofía-Meditación, 6.º Dan Aikikai Foundation
- Eduardo "Guru" Casavieja 8° Dan Graduado en Defensa Personal, Arte-Filosofía-Meditación, 7.º Dan Aikikai Foundation,